# Linda Cardellini
Linda Edna Cardellini (Redwood City (Californië), 25 juni 1975) is een Amerikaanse actrice. Ze is vooral bekend door haar rol als Samantha Taggart in de televisieserie ER, Velma Dinkley in Scooby-Doo, Laura Barton in enkele Marvel Cinematic Universe-projecten waaronder Avengers: Age of Ultron, Avengers: Endgame en Hawkeye, en de stem voor Wendy Corduroy in Gravity Falls. Daarnaast speelt ze ook basgitaar in The Bert Biesbrouck Band.
Cardellini verscheen als deelneemster in The Price Is Right waar ze een open haard won. Ze speelde de hoofdrol in Bone Chillers, een kindershow van ABC.